# Ierland (eiland)
Ierland (Engels: Ireland, Iers-Gaelisch: Éire, Ulster-Scots: Airlann) is het op twee na grootste eiland van Europa, en wordt voornamelijk omringd door de Atlantische Oceaan, behalve aan de oostzijde van het eiland, waar de Ierse Zee ligt. Het eiland ligt ten westen van het eiland Groot-Brittannië. Ten zuiden van Ierland bevindt zich de Keltische Zee, maar dit is een deel van de Atlantische Oceaan. Omdat het eiland erg groen is, is de bijnaam Emerald Isle, Smaragden Eiland.

## Geografie
Het eiland bestrijkt een oppervlakte van 84.421 km². Het meet 485 kilometer van noord naar zuid en 275 kilometer van oost naar west. De lage landen in het midden worden omringd door bergachtige gebieden. De rivier de Shannon loopt van noordoost naar zuidwest en is de langste rivier van het eiland. Het grootste meer is Lough Neagh.
Staatkundig gezien is het eiland onderverdeeld in:
- het land Ierland met hoofdstad Dublin
- het land Noord-Ierland met hoofdstad Belfast, dat deel uitmaakt van het Verenigd Koninkrijk

Ierland vormt het grootste deel van het eiland, terwijl Noord-Ierland de noordoosthoek in beslag neemt.
Er wordt vaak gezegd dat het eiland deel uitmaakt van de Britse Eilanden. Veel mensen, voornamelijk uit de Republiek, nemen aanstoot aan deze naam, die suggereert dat het eiland bij Groot-Brittannië hoort. Daarom wordt ook de neutrale term Islands of the North Atlantic (IONA) gebruikt, en Groot-Brittannië en Ierland voor het geheel.

## Geschiedenis
De onderverdeling van het eiland in het noorden en de republiek is een relatief recente ontwikkeling, die pas in de jaren 20 van de 20e eeuw tot stand is gekomen. Het eiland zelf is al 9000 jaar bewoond. De vroegste tekenen van cultuur zijn te vinden in de vorm van Newgrange, een megalithische grafkelder die dateert uit circa 4000 voor Christus. De Ierse taal, het Iers-Gaelisch, kwam met de Kelten in de laatste eeuwen voor Christus. Er is bijna niets bekend van de talen die daarvoor werden gesproken. De Romeinen noemden het eiland Hibernia. In de 5e eeuw werd het land bekeerd tot het christendom met volgens de traditie Sint-Patricius als de centrale figuur. Het werd vervolgens een centrum van christelijke leer. Hieraan kwam grotendeels een einde toen de Vikingen in de 9e eeuw het land binnenvielen.

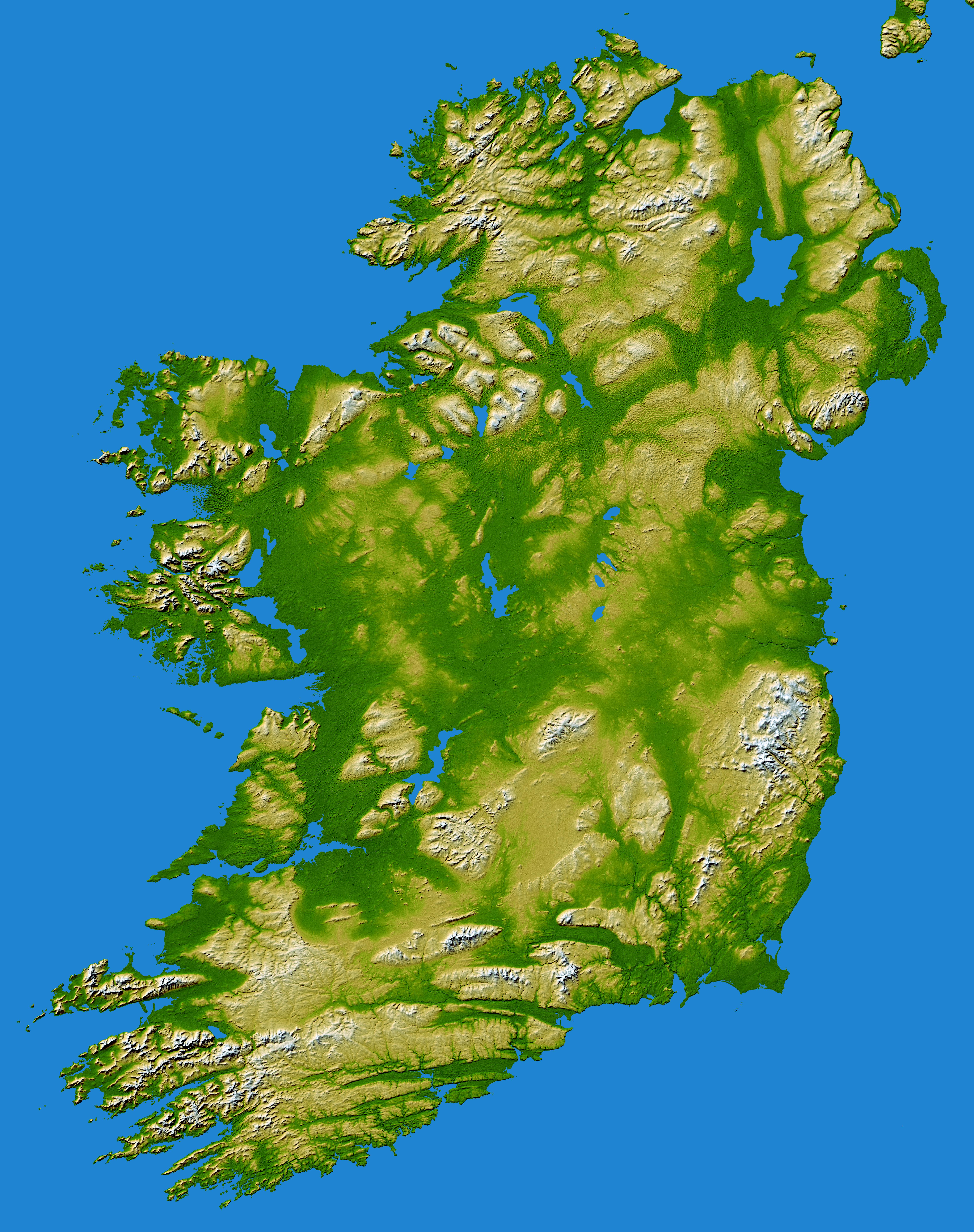
Reliëfkaart Ierland

In 1172 nam koning Hendrik II van Engeland bezit van Ierse landerijen, en vanaf de 13e eeuw werden er ook Engelse wetten geïntroduceerd. In eerste instantie was de Engelse overheersing beperkt tot een gebied rond Dublin dat bekendstond als de Pale, maar dit breidde zich in de 16e eeuw uit met de uiteindelijke instorting van de Gaelische sociale en politieke superstructuren aan het eind van de 17e eeuw. Vanaf die tijd werd de Britse invloed steeds groter, en daarmee nam ook de Engelse taal de overhand. Met de tijd groeide er een beweging om het Britse gezag af te schudden, zodat Ierland weer onafhankelijk kon worden. Verschillende conflicten en oorlogen tegen de Britten leidden uiteindelijk tot onafhankelijkheid voor 26 (zuidelijke) van de 32 graafschappen, met de oprichting van de Ierse Vrijstaat in 1922. De zes noordelijke graafschappen bleven bij de Britten horen, omdat daar veel afstammelingen van voormalige Britse kolonisten woonden. In 1949 ging de Ierse Vrijstaat een stap verder en werd een volledig onafhankelijke republiek.
Meer recent heeft het Goede Vrijdag-akkoord van 10 april 1998 in Noord-Ierland (de noordelijke zes graafschappen) een soort machtsverdeling gebracht, waardoor de Unionisten, die willen dat Noord-Ierland bij het Verenigd Koninkrijk blijft, en de Nationalisten, die Noord-Ierland met Ierland willen herenigen, samen het land besturen. De macht die door de overeenkomst werd gegeven is gelimiteerd, en is een paar keer bijna verbroken. De politieke toekomst van Noord-Ierland blijft onzeker.
Op een aantal gebieden opereert het eiland als eenheid. Het Iers rugbyteam bijvoorbeeld heeft spelers uit zowel het noorden als het zuiden, en de Irish Rugby Football Union organiseert de sport aan beide zijden van de grens. Het Iers cricketelftal verenigt ook het noorden en het zuiden. Tijdens het wereldkampioenschap cricket 2007 bereikte het de achtste plaats. Gaelic football is de populairste sport op het eiland, en wordt gespeeld op basis van een All Ireland-indeling. Ook in hurling, een andere traditioneel Ierse sport, doen teams mee uit alle 32 graafschappen van het eiland. Beide sporten worden georganiseerd door de Gaelic Athletic Association (GAA), die zijn hoofdkwartier in het Croke Park-stadion in Dublin heeft. Ook boksen wordt eilandbreed gereguleerd door de IABA. Voetbal daarentegen is binnen iedere staat apart georganiseerd, met in Noord-Ierland de Irish Football Association en in het zuiden de Football Association of Ireland. De grote religies, de Rooms-Katholieke Kerk, de Church of Ireland en de Presbyteriaanse kerk in Ierland zijn allen eilandbreed georganiseerd.
Ierland behoort tot de Europese Unie sinds 1 januari 1973. Zowel de Republiek als Noord-Ierland, als deel van het Verenigd Koninkrijk, sloot zich op dat moment aan. De republiek Ierland is daarnaast ook lid van de Europese Economische en Monetaire Unie, en heeft als zodanig sinds 1 januari 2002 de euro als wettig betaalmiddel. In Noord-Ierland wordt het Britse pond (GBP) gebruikt.